# Minnie Maddern Fiske
Minnie Maddern Fiske, nota anche con lo pseudonimo di Mrs. Fiske (nata Marie Augusta Davey; New Orleans, 19 dicembre 1865 – Long Island, 15 febbraio 1932), è stata un'attrice, regista e produttrice teatrale statunitense.

## Spettacoli teatrali
- Fritz, Our Cousin German, di Charles Gayler (Broadway, 21 agosto 1871)
- Carl, the Fiddler, di Charles Gayler (Broadway, 18 settembre 1871)
- The Dstrict Attorney
- Maria Deloche
- This Picture and That
- A Light from St. Agnes
- The Light from St. Agnes
- The White Flower
- Tess of the D'Urbervilles
- A Bit of Old Chelsea
- Love Finds the Way
- Little Italy
- Becky Sharp (Broadway, 12 settembre 1899)
- Miranda of the Balcony
- The Unwelcome Mrs. Hatch
- Tess of the D'Urbervilles
- A Doll's House (Broadway, 21 maggio 1902)
- Little Italy
- Divorcons (Broadway, 26 maggio 1902)
- A Doll's House (Broadway, 30 maggio 1902)
- Mary of Magdala (Broadway, 12 novembre 1902)
- Hedda Gabler (Broadway, 5 ottobre 1903)
- Becky Sharp (Broadway, 14 settembre 1904)
- Hedda Gabler (Broadway, 19 novembre 1904)
- Leah Kleschna (Broadway, 12 dicembre 1904)
- The Rose (Broadway, 27 marzo 1905)
- The Eyes of the Heart (Broadway, 27 marzo 1905)
- The Light from St. Agnes (Broadway, 27 marzo 1905)
- Leah Kleschna (Broadway, 25 settembre 1905)
- The Light from St. Agnes (Broadway, 24 aprile 1906)
- The Eyes of the Heart
- Dolce
- The New York Idea
- Rosmersholm
- Salvation Nell, di Edward Sheldon (Broadway, 17 novembre 1908)
- Pillars of Society
- Hannele
- Becky Sharp (Broadway, 20 marzo 1911)
- Mrs. Bumpstead-Leigh
- Lady Patricia
- The High Road
- Erstwhile Susan
- Madame Sand
- Service
- Mis' Nelly of N'Orleans
- Wake Up, Jonathan!
- The Dice of the Gods (Broadway, 5 aprile 1923)
- Mary, Mary, Quite Contrary
- Helena's Boys
- Ghosts
- The Merry Wives of Windsor
- Mrs. Bumpstead-Leigh
- Ladies of the Jury, di Fred Ballard (Broadway, 21 ottobre 1929)
- It's A Grand Life, di Hatcher Hughes e Alan Williams (Broadway, 2 ottobre 1930)
- The Rivals (Broadway, 13 marzo 1930)

## Filmografia
- Tess of the D'Urbervilles, regia di J. Searle Dawley (1913)
- Vanity Fair, regia di Charles Brabin e Eugene Nowland (1915)